# 9 (Lil' Kim)
9 è il quinto album discografico in studio della rapper Lil' Kim, pubblicato l'11 ottobre 2019.
È il primo album della rapper dopo The Naked Truth del 2005, di quattordici anni precedente.

## Tracce
1. Pray for Me (featuring Rick Ross and Musiq Soulchild) – 4:51
2. Bag – 3:47
3. Catch My Wave (featuring Rich the Kid) – 3:49
4. Go Awff – 3:12
5. Too Bad – 3:39
6. You Are Not Alone – 2:45
7. Found You (featuring O.T. Genasis and City Girls) – 3:32
8. Auto Blanco – 2:10
9. Jet Fuel – 3:14

Durata totale: 30:59

## Successo commerciale
"9" non ha avuto nessun impatto sulla Billboard 200 degli Stati Uniti o su qualsiasi altra classifica nazionale che includa lo streaming, ma ha raggiunto la posizione numero 7 nella classifica delle vendite di album hip-hop di Billboard e il numero 47 nella classifica generale delle vendite di album di Billboard. Ha anche raggiunto su iTunes Charts il numero 1 nelle classifiche hip-hop e un picco di breve durata nelle classifiche di tutti i generi. In diversi paesi, tra cui Australia, Figi, Nuova Zelanda, Grecia, Turchia e Lettonia, tutti sono entrati nelle classifiche di iTunes, entrambi con un picco al numero 1 o al numero 2. Secondo quanto riferito, ha venduto meno di 1000 copie nella sua prima settimana negli Stati Uniti.